# Lugh

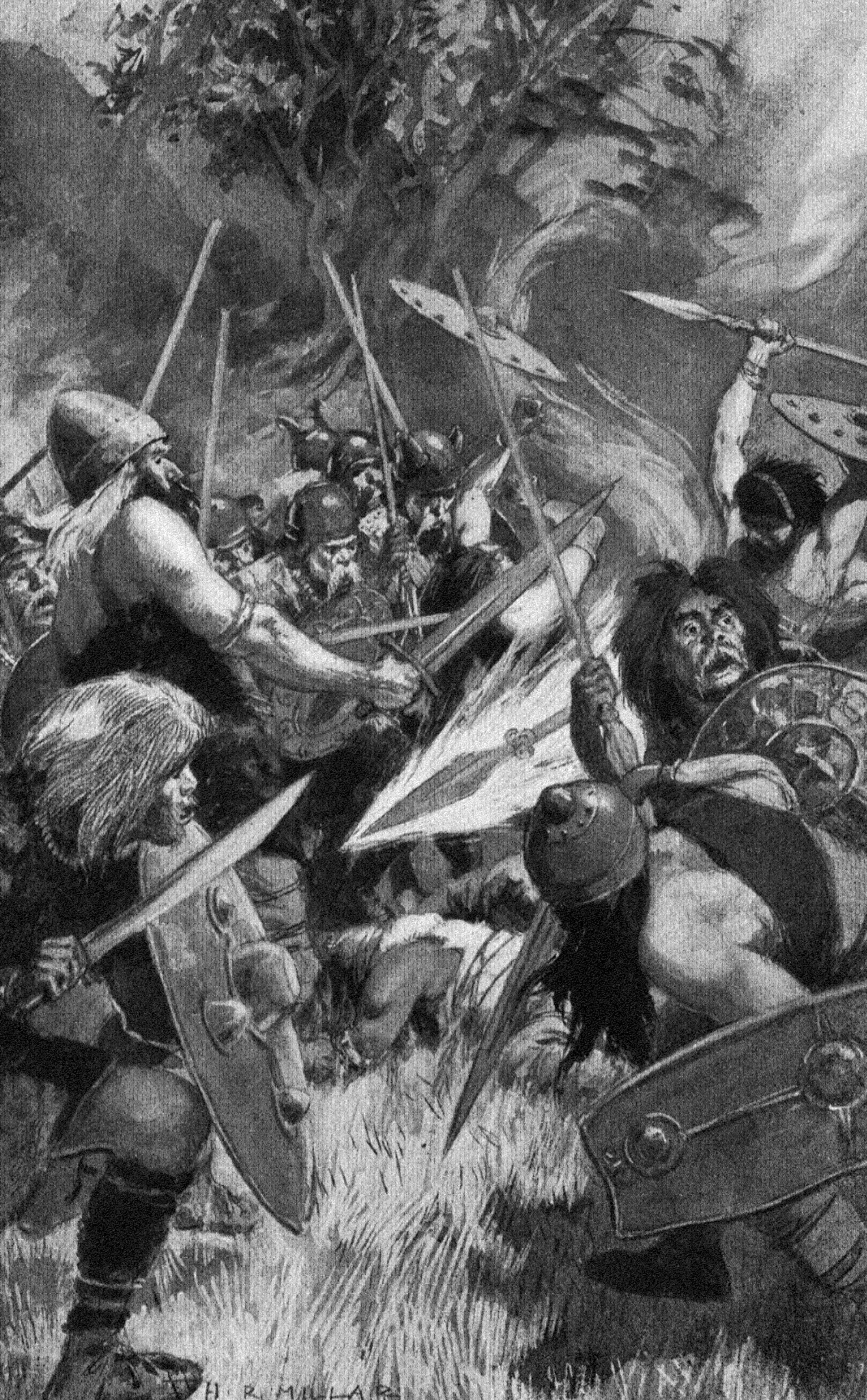
Lughovo kouzelné kopí, ilustrace H.R.Millara ke knize Celtic Myth and Legend (Ch. Squire, 1905)

Lug, též Lugh či Lú, je irský bůh a bájný král, společně s Dagdou a Ogmou jeden ze největších hrdinů Tuatha Dé Danann. Jeho přízviskem je Lámfada „Dlouhá ruka“, což nejspíše odkazuje na jeho dovednost s kopím či prakem, a Ildánach či Samildánach „dovedný v mnoha řemeslech/uměních“. Jeho přesná funkce je nejasná, v minulosti byl zpravidla vykládán jako bůh slunce, ale tento výklad není v současnosti většinou badatelů přijímán. Je synem Eithne z rodu Fomóirů a Ciana z rodu Tuatha Dé Danann, jeho dědem je Balor a bratrancem Bres, za jeho syna bývá často označován hrdina Cú Chulainn.
Odpovídá mu galský bůh Lugus, který byl Římany ztotožňován s Mercuriem, a velšský hrdina Lleu Llaw Gyffes - Lleu „Zručná ruka“.
Lug je spojen s gaelským svátkem Lughnasad, který měl založit na počest své pěstounky Tailtiu v království Brega, které leželo v současném hrabství Meath. Slavnost měla být Lugem zahána koňskými závody a soutěžemi bojovníků.
Lug jezdí na koni jménem Aenbarr, který je rychlý jako vítr a moře překoná stejně snadno jako zemi.
Z Lughova jména je odvozeno staroirské rodné mužské Lugaid, v moderní irštině Lughaidh. Dále z něj vychází staroirské rodné ženské jméno Luigsech, v moderní irštině Luíseach, podobou tohoto jména může být i Laoise, též používané jako irská forma jména Louisa. Oblíbené velšské mužské rodné jméno Llywelyn bývá spojováno s velšským protějškem Lugha Lleuem.

## Etymologie a funkce
Etymologie Lugova jména je nejasná, což vede k rozsáhlým diskusím o jeho funkci. V minulosti byl vykládán především jako sluneční bůh a jeho jméno jako „jasný“, například keltistou Thomasem F. O'Rahillym, naopak podle názoru Anne Ross žádný keltský bůh slunce ani neexistoval. Jméno však může být také spojeno s galským lougos „havran“, což podporují analogie se severským Ódinem, provázeným havrany.
Martin L. West srovnává Luga s Ódinem, který má též vůdčí pozici v pantheonu, vede armády do bitvy ozbrojen kopím, je mistrem básnictví a magie a je provázen dvěma havrany. Obě taty postavy jsou také spojovány s léčitelstvím, čímž by mohli náležet do širší skupiny božstev které vládnou jak nemocem tak jejich léčení jako je řecký Apollón, védský Rudra či galský „Apollo“. Lug také při bitvě s Balorem čaruje zatímco stojí na jedné noze a má zavřené jedno oko, to připomíná fakt že Ódin je jednooký. K Ódinovi Luga přirovnává i Michal Téra, který jej chápe jako prvofunkční božstvo spojené s magií, které získalo i válečnické rysy.

## Mýty

### Druhá bitva na Tuiredském poli

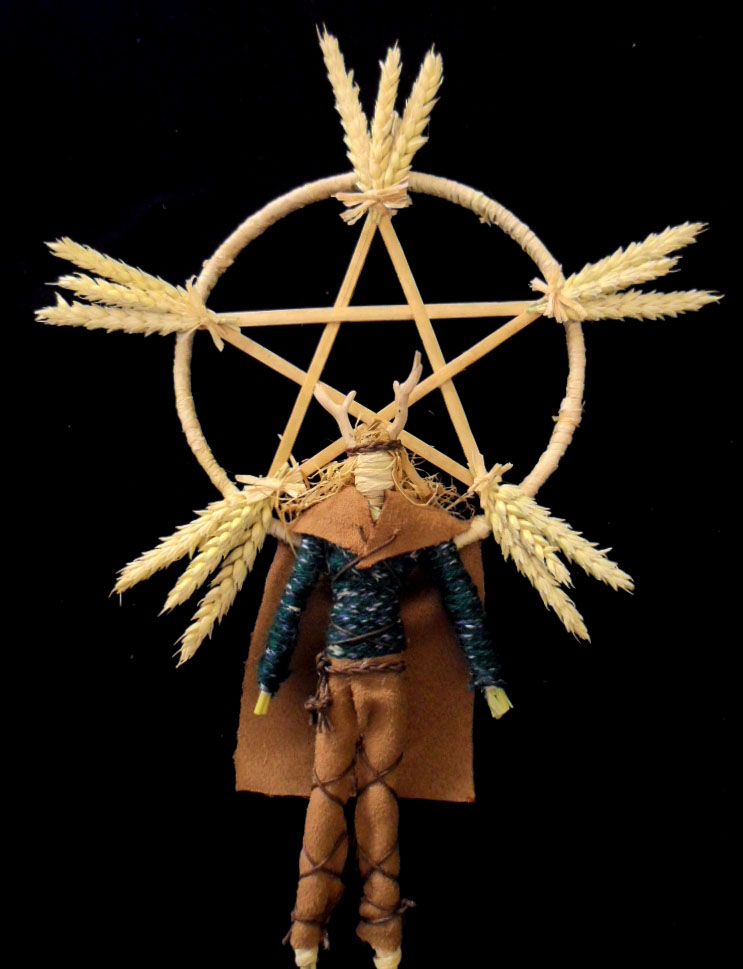
Současná obilná panenka reprezentující Luga k příležitosti svátku Lughnasadh

Lug vystupuje především v díle Cath Tánaiste Maige Tuired „Druhá bitva na Tuiredském poli“ datovaném do 9. nebo 10. století.
Lug je synem Eithne, dcery fomóirského krále Balora, a Ciana, syna Diana Céchta z rodu Tuatha Dé Danann. Balor se pokoušel své dceři zabránit ve stycích s muži kvůli věštbě že zahyne rukou vlastního vnuka, Cian však Eithne svedl s pomocí druidky Birogy. Z tohoto spojení se narodí tři synové, ale dva jsou Balorem utopeni a přežívá jen Lug, který vyrůstá u mořského boha Manannána mac Lira.
Jako mladý válečník se Lug vydává do hradu Temaira – Tara kde opět vládne král Nuadu, který získal svůj trůn zpět oo slabošského Brese, který je stejně jako Lug Balorovým vnukem. Strážcům brány Gamelovi a Camelovi se představí jako Lug Lonnasclech a vyjmenuje svůj rodokmen, jména svých pěstounů a žádá aby byl král zpraven o jeho příjezdu a mohl se tak připojit ke společnosti. Stráže se ptají jaké umění Lug ovládá a ten postupně uvádí různá řemesla a dovednosti, včetně válečnictví, lékařství, lékařství a kouzelnictví, ale je vždy odmítnut s tím že člověka daného oboru již na hradě mají. Lug nakonec navrhuje ať se strážci zeptají zda král má někoho kdo ovládá všechna uvedená umění a tak je mu konečně představen jako Samildánách „mistr všech umění“. Na důkaz svých slov ještě porazí nejlepší hráče stolní hry fidchell.
Nuada je Lugem tak ohromen že mu předá vládu a po třinácti dnech se spolu s dalšími vůdci společně vydávají do ústraní plánovat postup v nadcházejí bitvě s Fomóiry. V bitvě na Tuiredském poli Balor porazí Nuadu a chystá se použít svůj smrtící pohled, který dokáže zničit celou armádu, Lug však prorazí jeho hlavu kamenem z praku a Fomóirové jsou po smrti svého vůdce poraženi.

### Tragický příběh dětí Tuireannových
V příběhu Oidheadh Chloinne Tuirenn „Tragický příběh dětí Tuireannových“ se potkává Cian, Lugův otec, s třemi syny Tuireanna – Brianem, Iuchairem a Iucharbem. Jejich rod vůči němu cítí nenávist a tak jej zabíjí. Tuireannovy synové tělo Ciana zohaví tak, aby nebylo možné jej identifikovat a pak jej pohřbí, to ovšem až na sedmý pokus protože země tělo odmítala přijmout. Lugem je však tělo nalezeno, ten od samotné země zjistí okolnosti otcovy smrti a vydává se do Temairy žádat smrt vrahů. Nakonec se místo trestu smrti spokojí se zadáním osmi nebezpečných úkolů. Úkoly bratři splní, ale zahynou při tom a Lug je odmítá oživit, velmi si však váží pokladů, které bratři během plnění získali, otráveného kopí Gáe Assail a štěněte jménem Failinis.

### Cú Chulainn
Hrdina Cú Chulainn je synem či inkarnací Luga. Podle jedné z verzí příběhu o jeho narození spolkla jeho matka Deichtine spolu s vodou malého tvora kterým byl Lug, či se ji alespoň ve snu zdálo že jím byl. Podle jiné verze Deichtine náhle zmizela do paláce boha Óenguse, kde trávila čas ve společnosti Luga a zpět své bratrovi či otci Conchobarovi poslala jen svého prvorozeného syna.
Lug Cú Chulainnovi pomáhá při obraně Ulaidu a v příběhu Táin Bó Cúailnge „Uloupení býka z Cúailnge“ se mu zjevuje v zářivých šatech a se smrtící zbraněmi, drží tři dny a tři noci hlídku nad hrdinovým lůžkem a ošetří jeho rány.